# Lutas nos Jogos Pan-Americanos de 2019 - Livre até 65 kg masculino
A categoria até 65 kg masculino foi um dos eventos da luta livre nos Jogos Pan-Americanos de 2019. Foi disputada em 9 de agosto, no Coliseu Miguel Grau.

## Calendário
Horário local (UTC-5).
| Data        | Horário | Fase                |
| ----------- | ------- | ------------------- |
| 9 de agosto | 10:51   | Quartas de final    |
| 9 de agosto | 11:50   | Semifinal           |
| 9 de agosto | 18:12   | Disputa pelo bronze |
| 9 de agosto | 18:23   | Final               |

## Medalhistas
| Ouro   | CUB Alejandro Valdés                    |
| Prata  | DOM Álbaro Rudesindo                    |
| Bronze | ECU Mauricio Sánchez USA Jaydin Eierman |

## Resultados

### Chave
|  | Quartas-de-final         | Quartas-de-final         | Quartas-de-final |  |  | Semifinais               | Semifinais               | Semifinais             |    |                        | Final                  | Final | Final |
|  |                          |                          |                  |  |  |                          |                          |                        |    |                        |                        |       |       |
|  | Luis Mallqui (PER)       | Luis Mallqui (PER)       | 4                |  |  |                          |                          |                        |    |                        |                        |       |       |
|  | Mauricio Sánchez (ECU)   | Mauricio Sánchez (ECU)   | 15               |  |  | Mauricio Sánchez (ECU)   | Mauricio Sánchez (ECU)   | 0                      |    |                        |                        |       |       |
|  | Álbaro Rudesindo (DOM)   | Álbaro Rudesindo (DOM)   | 10               |  |  | Álbaro Rudesindo (DOM)   | Álbaro Rudesindo (DOM)   | 10                     |    |                        |                        |       |       |
|  | Brandon Díaz (MEX)       | Brandon Díaz (MEX)       | 0                |  |  |                          |                          |                        |    | Álbaro Rudesindo (DOM) | Álbaro Rudesindo (DOM) | 0     |       |
|  | Wilfredo Rodríguez (VEN) | Wilfredo Rodríguez (VEN) | 10               |  |  |                          | Alejandro Valdés (CUB)   | Alejandro Valdés (CUB) | 10 |                        |                        |       |       |
|  | Agustín Destribats (ARG) | Agustín Destribats (ARG) | 17               |  |  | Agustín Destribats (ARG) | Agustín Destribats (ARG) | 0                      |    |                        |                        |       |       |
|  | Jaydin Eierman (USA)     | Jaydin Eierman (USA)     | 0                |  |  | Alejandro Valdés (CUB)   | Alejandro Valdés (CUB)   | 4F                     |    |                        |                        |       |       |
|  | Alejandro Valdés (CUB)   | Alejandro Valdés (CUB)   | 10               |  |  |                          |                          |                        |    |                        |                        |       |       |
|  |                          |                          |                  |  |  |                          |                          |                        |    |                        |                        |       |       |
|  |                          |                          |                  |  |  |                          |                          |                        |    |                        |                        |       |       |

### Repescagem
|  | Primeira rodada        | Primeira rodada        | Primeira rodada |  |  | Disputa pelo bronze    | Disputa pelo bronze    | Disputa pelo bronze |
|  |                        |                        |                 |  |  |                        |                        |                     |
|  | Brandon Díaz (MEX)     |                        |                 |  |  |                        |                        |                     |
|  | bye                    | bye                    |                 |  |  | Brandon Díaz (MEX)     | Brandon Díaz (MEX)     | 0                   |
|  | Mauricio Sánchez (ECU) | Mauricio Sánchez (ECU) |                 |  |  | Mauricio Sánchez (ECU) | Mauricio Sánchez (ECU) | 3                   |
|  | bye                    |                        |                 |  |  |                        |                        |                     |
|  |                        |                        |                 |  |  |                        |                        |                     |
|  |                        |                        |                 |  |  |                        |                        |                     |
|  |                        |                        |                 |  |  |                        |                        |                     |

|  | Primeira rodada          | Primeira rodada          | Primeira rodada |  |  | Disputa pelo bronze      | Disputa pelo bronze      | Disputa pelo bronze |
|  |                          |                          |                 |  |  |                          |                          |                     |
|  | Jaydin Eierman (USA)     |                          |                 |  |  |                          |                          |                     |
|  | bye                      | bye                      |                 |  |  | Jaydin Eierman (USA)     | Jaydin Eierman (USA)     | 15                  |
|  | Agustín Destribats (ARG) | Agustín Destribats (ARG) |                 |  |  | Agustín Destribats (ARG) | Agustín Destribats (ARG) | 4                   |
|  | bye                      |                          |                 |  |  |                          |                          |                     |
|  |                          |                          |                 |  |  |                          |                          |                     |
|  |                          |                          |                 |  |  |                          |                          |                     |
|  |                          |                          |                 |  |  |                          |                          |                     |